# عمارة قطبشاهية

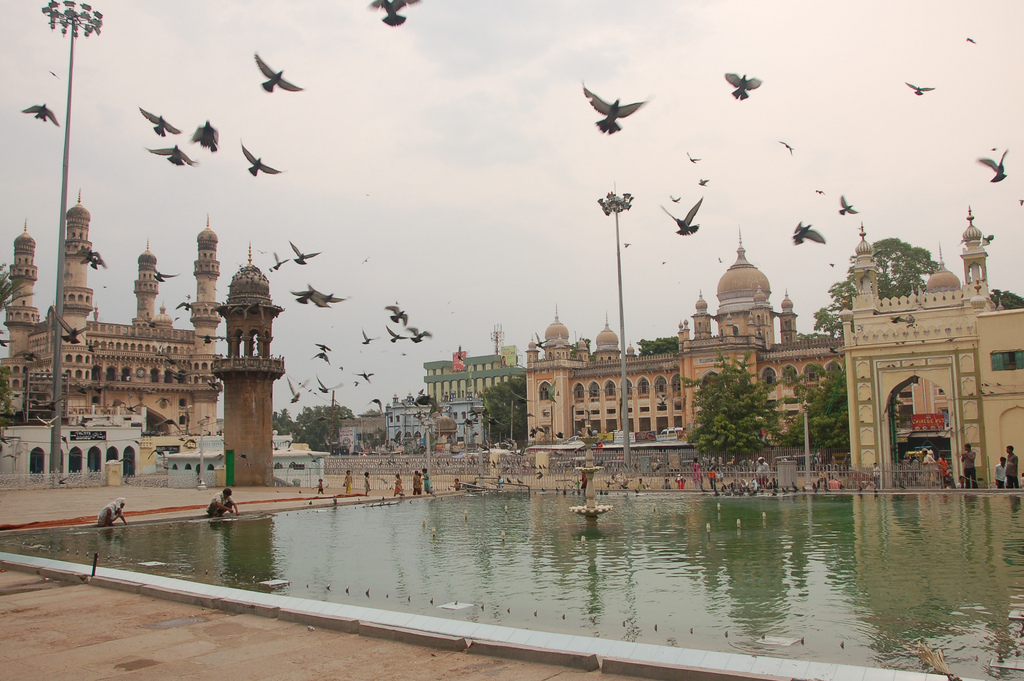
مشهدٌ لِمدينة حيدرآباد يظهر فيه جهارمنار ومسجد مكَّة وهُما من مساجد العصر القُطبشاهي.

العِمَارَةُ القُطبْشَاهِيَّة هي الهندسة والتَّصميم المعماري الفريد للدولة القُطبشاهيَّة ويُعدُّ هذا الطراز ضربًا من ضُرُوب العمارة الإسلاميَّة الهنديَّة ويُمكن رُؤيته جليًا في بُنيان حيدرآباد وما حولها. يعتبر حصن گُلكُندة أقدم شاهدٍ على فُنُون العمارة القُطبشاهيَّة.
بلغ هذا النمط أقصى درجات الازدهار والكمال في عهد السُلطان مُحمَّد قُلي قُطبشاه الذي أسَّس مدينة حيدرآباد ومركزها الشَّهير چهارمنار أي المنارات الأربعة. يظهر في المباني القُطبشاهيَّة تأثُر واضحٌ بِالعمارة البهمنيَّة وباقي سلطنات الدكن، علاوةً على تأثُرها بِالعمارة الفارسيَّة.
كما أن العديد من المباني التي بُنيت على هذا الطراز قد وضِعَت من قبل اليونسكو في 2014 لِتكون من مواقع التُراث العالمي مع مبانٍ أخرى من تلك الديار تحت اسم آثار سلطنة الدكن، هذا على الرغم من وجُود العديد من السلطنات التي قامت في البلاد الدكنيَّة.